# Trypetimorpha sizhengi
Trypetimorpha sizhengi är en insektsart som beskrevs av Huang och Thierry Bourgoin 1993. Trypetimorpha sizhengi ingår i släktet Trypetimorpha och familjen Tropiduchidae. Inga underarter finns listade i Catalogue of Life.